# Verbandsgemeinde Neuerburg
Verbandsgemeinde Neuerburg was een Verbandsgemeinde in het Duitse Rijnland-Palts, district Bitburg-Prüm. Tot de Verbandsgemeinde behoorden 49 zelfstandige Ortsgemeinden, met Neuerburg als bestuurszetel. Op 1 juli 2014 werd Neuerburg opgeheven. De deelnemende gemeenten werden samen met de tot de Verbandsgemeinde Irrel behorende gemeenten samengevoegd in de op die datum opgerichte Verbandsgemeinde Südeifel.

## Gemeenten
- Affler, Altscheid, Ammeldingen an der Our, Ammeldingen bei Neuerburg, Bauler, Berkoth, Berscheid, Biesdorf (Eifel), Burg (Eifel), Dauwelshausen, Emmelbaum, Fischbach-Oberraden, Geichlingen, Gemünd, Gentingen, Heilbach, Herbstmühle, Hommerdingen, Hütten (Eifel), Hüttingen bei Lahr, Karlshausen, Keppeshausen, Körperich, Koxhausen, Kruchten, Lahr (Eifel), Leimbach (Eifel), Mettendorf (Eifel), Muxerath, Nasingen, Neuerburg, Niedergeckler, Niederraden, Niehl, Nusbaum, Obergeckler, Plascheid, Rodershausen, Roth an der Our, Scheitenkorb, Scheuern, Sevenig bei Neuerburg, Sinspelt, Übereisenbach, Uppershausen, Utscheid, Waldhof-Falkenstein, Weidingen, Zweifelscheid.